# Garcillán
Garcillán é um município da Espanha na província de Segóvia, comunidade autónoma de Castela e Leão, de área 22,41 km² com população de 410 habitantes (2006) e densidade populacional de 16,64 hab/km².

## Demografia
| Variação demográfica do município entre 1991 e 2004 | Variação demográfica do município entre 1991 e 2004 | Variação demográfica do município entre 1991 e 2004 | Variação demográfica do município entre 1991 e 2004 |
| --------------------------------------------------- | --------------------------------------------------- | --------------------------------------------------- | --------------------------------------------------- |
| 1991                                                | 1996                                                | 2001                                                | 2004                                                |
| 362                                                 | 349                                                 | 368                                                 | 372                                                 |